# Ganjingzi
Ganjingzi léase Kánching-Tzi (en chino, 甘井子区; pinyin, Gānjǐngzi qū) es un distrito urbano bajo la administración directa  de la  subprovincia de Dalian. Se ubica a unos 30 kilómetros al noreste del centro de la ciudad, en las costas del Mar de Bohai en la provincia de Liaoning, República Popular China. Su área es de 505 km² y su población para 2010 superó los 700 mil habitantes.

## Administración
Ganjingzi se divide en 16 pueblos administrados como subdistritos.